# Julius Köhler (Theologe)
Julius Köhler (* 9. September 1869 in Hannover; † 9. Juli 1947 in Goslar) war ein deutscher evangelisch-lutherischer Theologe, erster Hof- und Schlossprediger und Geheimer Konsistorialrat in Hannover.

## Leben
Geboren als Sohn des Rentmeisters Friedrich Köhler besuchte Julius Köhler das Lyzeum I in Hannover und studierte Theologie an den Universitäten Tübingen, Leipzig und Göttingen. Während seiner Kandidatenzeit war er Hauslehrer in Bredenbeck am Deister. Nach der Promotion zum Lic. theol. (Tübingen 1895) und dem Besuch des Predigerseminars auf der Erichsburg wurde er am 11. November 1895 ordiniert und als Collaborator an der Dreifaltigkeitskirche in Hannover angestellt. 1898 wurde er zweiter Hof- und Schlossprediger und Konsistorialassessor in Hannover, 1901 erster Hof- und Schlossprediger, Konsistorialrat und Mitglied des königlichen Konsistoriums im Nebenamt. 1910 erfolgte seine Ernennung zum ordentlichen Mitglied des Landeskonsistoriums und des Ausschusses für die I. und II. theologische Prüfung. 1913 wurde ihm der Charakter als Geh. Konsistorialrat verliehen. 1914 wurde Köhler in das Kuratorium des Predigerseminars Erichsburg berufen.
Seit 1924 Mitglied des neu errichteten Landeskirchenamtes Hannover trat Julius Köhler am 1. Januar 1935 als Oberlandeskirchenrat in den Ruhestand. Im Herbst 1937 wurde er auf eigenen Antrag als Pfarrer emeritiert. Köhler wirkte fast vierzig Jahre als Hof- und Schlossprediger in  Hannover und gehörte zu den herausragenden Pastorenpersönlichkeiten der Landeskirche. Seine umfangreiche Sammlung von Predigten und Ansprachen wurde im Zweiten Weltkrieg bei der Zerstörung seiner Wohnung im Oktober 1943 vernichtet.